# Stanley Cavell
Stanley Cavell (Atlanta, 1 de septiembre de 1926-Boston, 19 de junio de 2018)fue un filósofo y profesor universitario estadounidense.

## Biografía
Hijo de inmigrantes judíos, Cavell comenzó a filosofar hacia 1969 en el seno de la universidad estadounidense en torno a Austin y su enseñanza sobre Investigaciones Filosóficas de Wittgenstein. Su filosofía se sitúa, pues, en la corriente analítica, aunque siempre guardó un diálogo con la filosofía continental. Cavell fue creativo en estas dos dimensiones y trató de vendar el desgarrón entre estas dos tradiciones. Fue profesor emérito de Estética y Teoría General de los Valores en la Universidad de Harvard.
Después de The claim of Reason: Wittgenstein, Skepticism, Morality and Tragedy, publicado en 1979, Cavell desarrolla un programa de investigación sobre temas tan variados como la comedia romántica shakespeariana, el cine, la cultura popular americana, el escepticismo moral, Dewey, Nietzsche, Emerson, Kleist y Rohmer. Cavell desafía las estructuras melódicas tradicionales para devolver armónicos inauditos entre tradiciones, clases, y problemáticas al parecer incomensurables.

## Obra
- 1969: Must we mean what we say? A book of Essays, New York, Scribner.
- 1979: The claim of Reason: Wittgenstein, Skepticism, Morality and Tragedy, Oxford University Press.
- 1971: The World Viewed: Reflections on the Ontology of Film, New York, Viking Press.
- 1972: The senses of Walden, San Francisco, North Point Press.
- 1981: Pursuits of Happiness: The Hollywood Comedy of Remarriage, Harvard University Press.
- 1984: Themes out of School: Effects and Causes, San Francisco, North Poit Press.
- 1987: Disowning knowledge: in six plays of Shakespeare, Cambridge and New York, Cambridge University Press.
- 1990: Conditions handsome and unhandsome: the constitution of Emersonian perfectionism, Chicago, Chicago University Press.
- 1994: Pitch of philosophy: autobiographical exercises, Cambridge, Harvard University Press.
- 1995: Notes and Afterthoughts on the Opening of Wittgenstein’s Investigations, in Philosophical Passages: Wittgenstein, Emerson, Austin, Derrida, Oxford, Blackwell.
- 1996: Contesting tears: the Hollywood melodrama of the unknown woman, Chicago, Chicago University Press.
- 1998: In quest of the ordinary: Lines of Skepticism and Romanticism, Chicago, University of Chicago Press.
- 2004: Cities of Words Pedagogical Letters on a Register of the Moral Life, Harvard edition World Belknap Press.
- 2022: Here and There: Sites of Philosophy, Harvard University Press.

### Traducidas al castellano
- Los sentidos de Walden, Valencia, Editorial Pre-Textos, 2011.
- El cine, ¿puede hacernos mejores?, Buenos Aires y Madrid, Katz Barpal Editores,ISBN 978-84-96859-32-6, 2008.
- Ciudades de palabras, Valencia, Editorial Pre-Textos, 2007.
- Más allá de las lágrimas, A. Machado Libros S.A., España, 2009.
- ¿Debemos querer decir lo que decimos?, Zaragoza, Prensas de la Universidad de Zaragoza, 2017
- Un tono de filosofía, A. Machado Libros S. A., España, 2002
- LA FILOSOFIA PASADO EL MAÑANA Ediciones Alpha Decay, España, 2013
- El mundo visto. Reflexiones sobre la ontología del cine UCOPress, Editorial Universidad de Córdoba, Córdoba, 2018.
- Esta nueva y aún inaccesible América, Zaragoza, Prensas de la Universidad de Zaragoza, 2021

### Obras colectivas en español
- 2009: Encuentros con Stanley Cavell, Davíd Pérez Chico y Moisés Barroso Ramos (eds.), Madrid, Plaza y Valdés.
- 2010: Stanley Cavell: mundos vistos y ciudades de palabras, Antonio Lastra (ed.), Madrid, Plaza y Valdés.